# Кизил-Яр (Стерлібашевський район)
Кизи́л-Яр (рос. Кызыл-Яр, башк. Ҡыҙылъяр) — присілок у складі Стерлібашевського району Башкортостану, Росія. Входить до складу Яшергановської сільської ради.
Населення — 71 особа (2010; 92 в 2002).
Національний склад:
- татари — 86%